# Leon Boruński
Leon Boruński (22. října 1909 Petrohrad, Rusko – 1942? Otwock, Polsko) byl polský klavírista a hudební skladatel židovského původu.

## Život
Leon Boruński se narodil 22. října 1909 v Petrohradu. Když v roce 1918 Polsko získalo nezávislost, rodina se Boruńských vrátila do vlasti a usídlila se v Lodži. V devíti letech začal Leon hrát na klavír u Felikse Halperna, nejlepšího učitele klavíru ve městě. V 19 letech byl přijat na Hudební akademii Fryderyka Chopina (Akademia Muzyczna im. Fryderyka Chopina) ve Varšavě. Studoval u Józefa Śmidowicze. Studia dokončil v roce 1932 a v témže roce se zúčastnil 2. ročníku Chopinovy mezinárodní klavírní soutěže, kde obsadil 7. místo. O rok později získal na Mezinárodní hudební soutěži ve Vídni diplom za účast v semifinále.
Vedle interpretační schopnosti projevil Boruński také schopnosti improvizační a kompoziční. Po několika letech koncertní činnosti působil v repertoárových divadlech, kde pracoval jako korepetitor a autor scénické hudby.
Na jaře roku 1942 dával klavírní recitály ve varšavském ghettu. Pak byl přesunut do sanatoria v Otwocku, kde se léčil na tuberkulózu. Byl zabit nacisty při likvidaci sanatoria v létě roku 1942.

## Dílo
Psal hudbu všech žánrů, od jazzu až po klasickou hudbu symfonickou, písně a klavírní skladby. Z jeho skladeb byla, mimo skladeb pro divadlo, uvedena Dětská symfonie, Klavírní koncert a písně. Naprostá většina skladeb byla během 2. světové války ztracena.